# Lanslebourg-Mont-Cenis
Lanslebourg-Mont-Cenis (in francoprovenzale Lens-le-Bôrg; in italiano Lansleborgo, desueto) è una frazione di 637 abitanti del comune francese di Val-Cenis, nel dipartimento della Savoia. Fino al 1º gennaio 2017 costituì un comune autonomo.
Nel 1947 in seguito al trattato di pace con l'Italia, furono annessi al comune la parte italiana del valico del Moncenisio, il Lago del Moncenisio e la frazione di Gran Croce (Grand-Croix) dal comune di Moncenisio, oltre a altri territori dal comune di Venaus (TO); in totale 81,29 km² situati in Val Cenischia. Questo territorio era storicamente savoiardo prima dell'annessione del ducato di Savoia alla Francia nel 1860.

## Geografia fisica
Si trova nella Moriana (o valle dell'Arc) ai piedi del valico del Moncenisio. Dista 24 km da Modane, 120 km da Chambéry e 32 km da Susa.

## Società

### Evoluzione demografica
Abitanti censiti

## Infrastrutture e trasporti
Fra il 1868 e il 1871 la località fu servita da una fermata della ferrovia del Moncenisio.